# 해장국

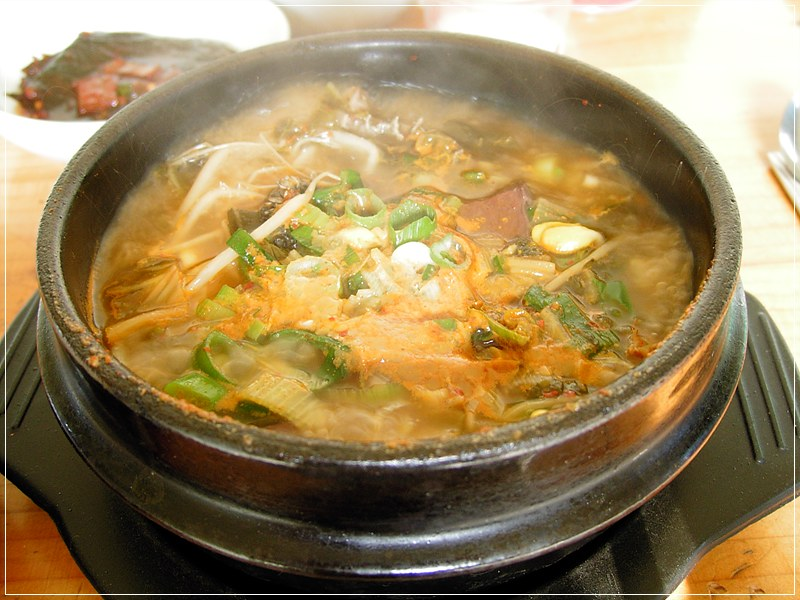
뼈해장국

해장국은 술기운을 풀기 위해서 먹는 국이다.

## 역사
원래 해장국은 '술로 쓰린 창자를 푼다'라는 뜻의 '해정'(解酊)이라는 뜻이었는데, '해정'이 '해장국'으로 와전된 것이라고 전해진다. 그러나 흔히 쇠뼈를 넣고 고아 끓인 국물에 북어나 콩나물을 넣고 술 마신 다음날 먹던 국을 '해정국'이라고 했다. 또 원래는 '술국'이라고 했는데, 유식한 사람들이 '성주탕(醒酒湯)'이라고 하던 것이 '해장국'(解腸湯)으로 불리게 된 것이란 얘기도 있다. 해정국은 지금의 해장국과는 많이 달랐다.
현재의 해장국은 1883년 인천항이 개항하면서 시작됐다. 인천항 개항과 동시에, 외국인의 출입이 잦아졌다. 이들은 주로 쇠고기의 안심, 등심 등 주요 부분을 많이 먹었다. 내장, 잡고기, 뼈 등이 남게 되었고, 인근 식당에서는 이것을 이용하여 국을 끓였다. 이 국이 노동자들에게 큰 인기를 얻었고, 이들이 술 마신 다음날 해정하며 먹던 것이 유래가 되어 지금의 해장국으로 전해내려 온 것이다.

## 종류
- 뼈다귀해장국 - 고기가 붙어있는 돼지의 등뼈 등을 고춧가루, 파 등과 함께 넣어 맵게 끓인 국이다. 여기에 감자를 넣고 끓이면 감자탕과 같다.
- 선지해장국 - 얇게 썬 울퉁불퉁한 소나 돼지의 굳은 피와 다른 종류의 재료가 함께 들어간다.
- 콩나물해장국
- 황태해장국
- 다슬기해장국

## 명소
- 팔우정 - 경주시지정명물거리

## 사진

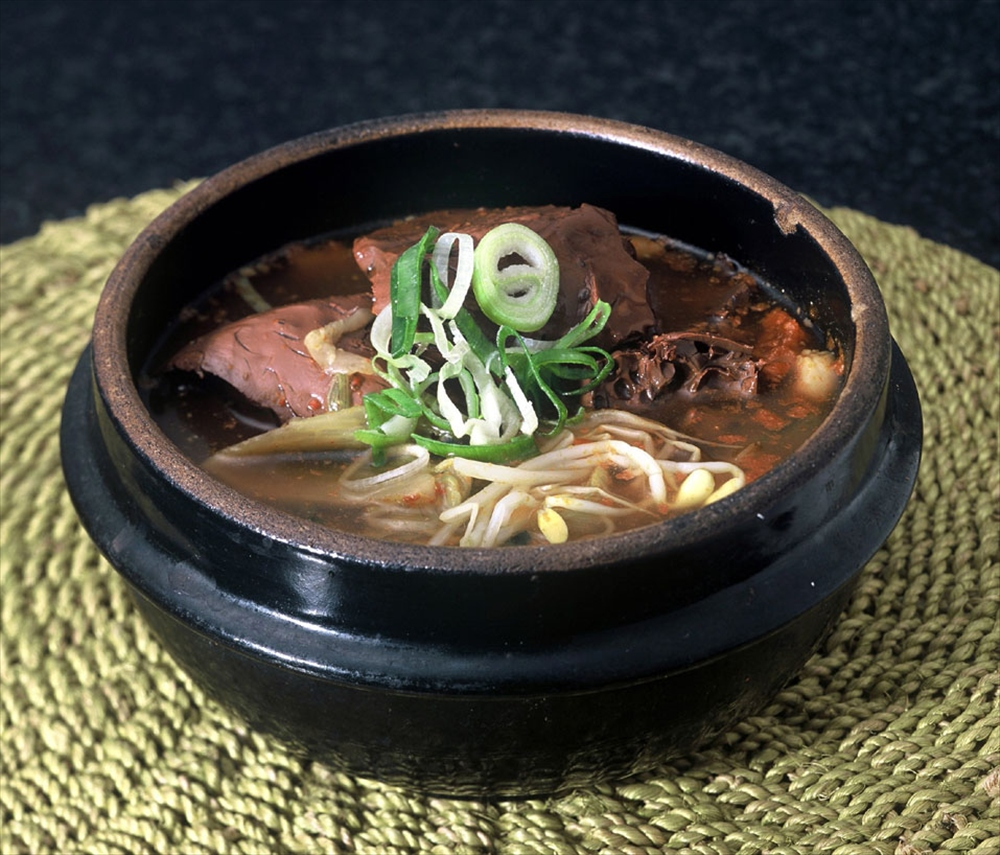
선지 해장국
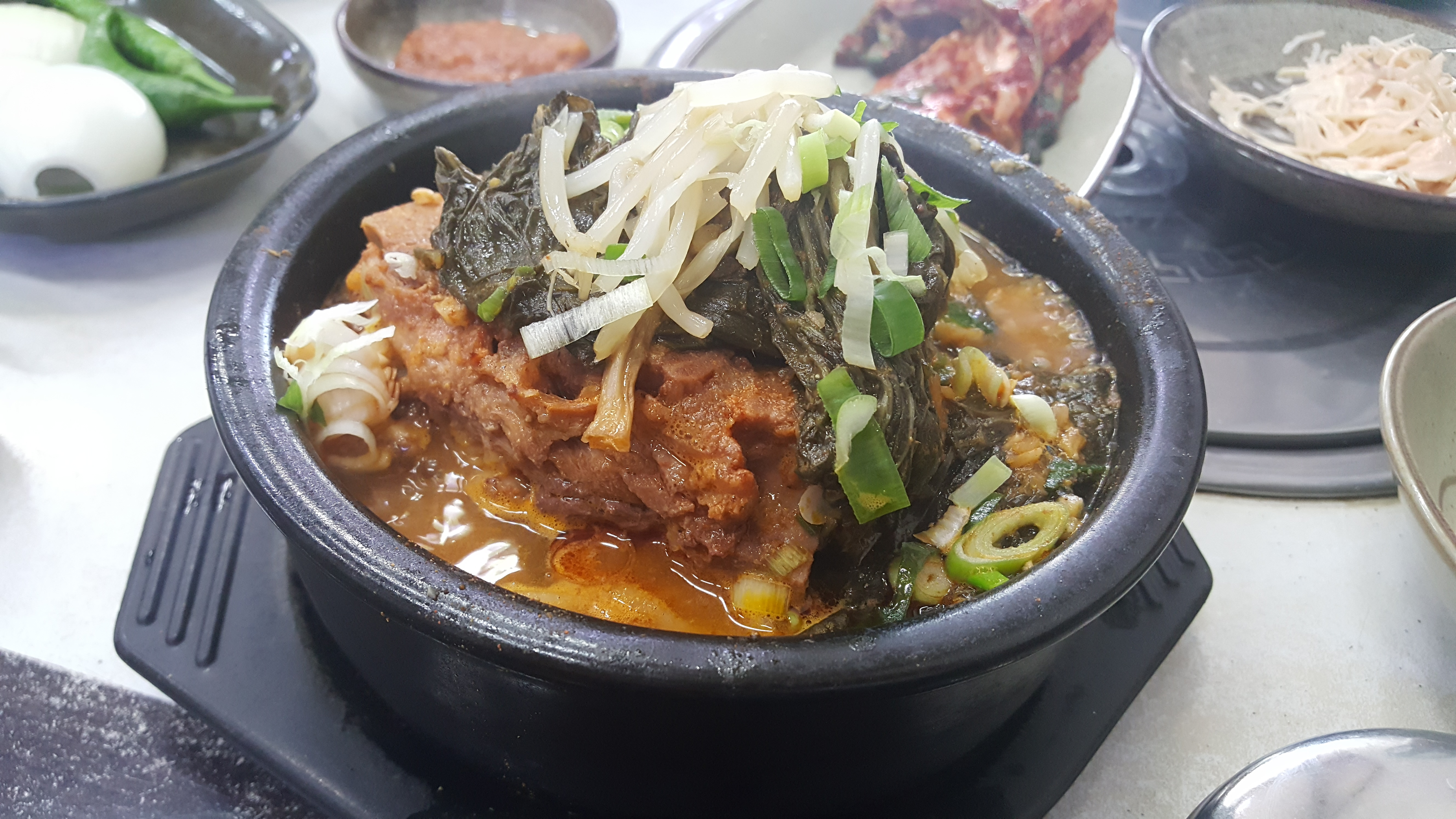
뼈다귀 해장국
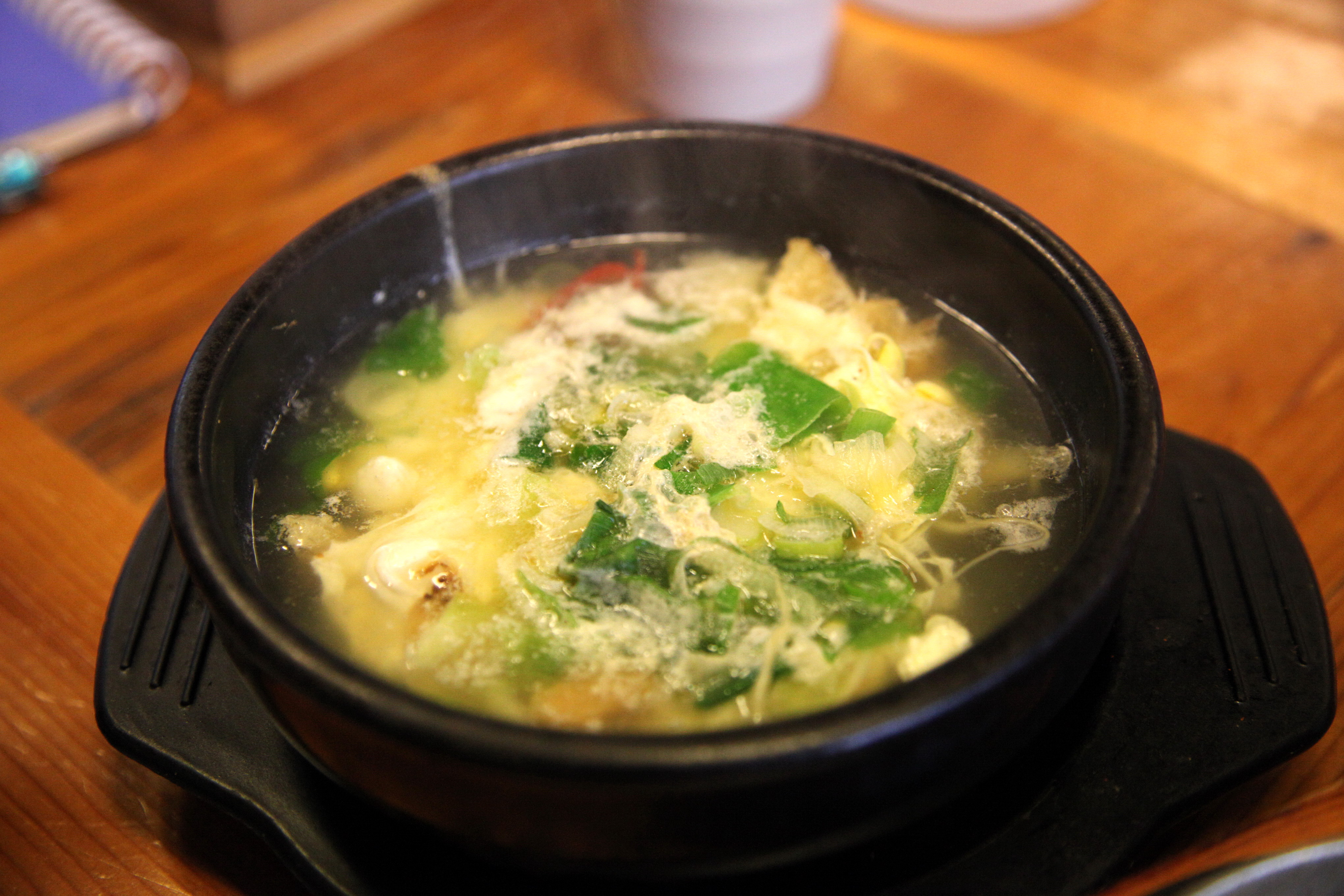
황태 해장국

## 같이 보기
- 해장술
- 해장 음식